# Rhynchosciara busaccai
Rhynchosciara busaccai är en tvåvingeart som beskrevs av Breuer 1969. Rhynchosciara busaccai ingår i släktet Rhynchosciara och familjen sorgmyggor. Inga underarter finns listade i Catalogue of Life.